# Umayo
Umayo – jezioro w Peru, w prowincji Puno, w regionie Puno, w odległości około 10 kilometrów od miasta Puno. W pobliżu jeziora znajduje się preinkaskie cmentarzysko Sillustani.
Umayo leży na wysokości 3820 m n.p.m. Zajmuje powierzchnię 28,8 km².